# 翟瓚
翟瓒，字廷献，號青石，山东昌邑縣人，明朝政治人物。

## 生平
正德八年癸酉科舉人，九年（1514年）中式甲戌科三甲第六名進士。选授工科给事中，十四年三月出为河南按察司佥事，嘉靖二年（1523年）四月升本司副使，五年正月考察以赃迹狼籍被勘查，七年十月与山西、山东诸軍围剿潞城青羊山贼陈卿等，十一年（1532年）调任陝西副使分巡河西。升山西右参政，十三年五月升湖广按察使，擢升都察院右佥都御史、巡抚湖广，十七年四月以考察致仕。著有《虫吟草》。